# Joint Base Pearl Harbor-Hickam

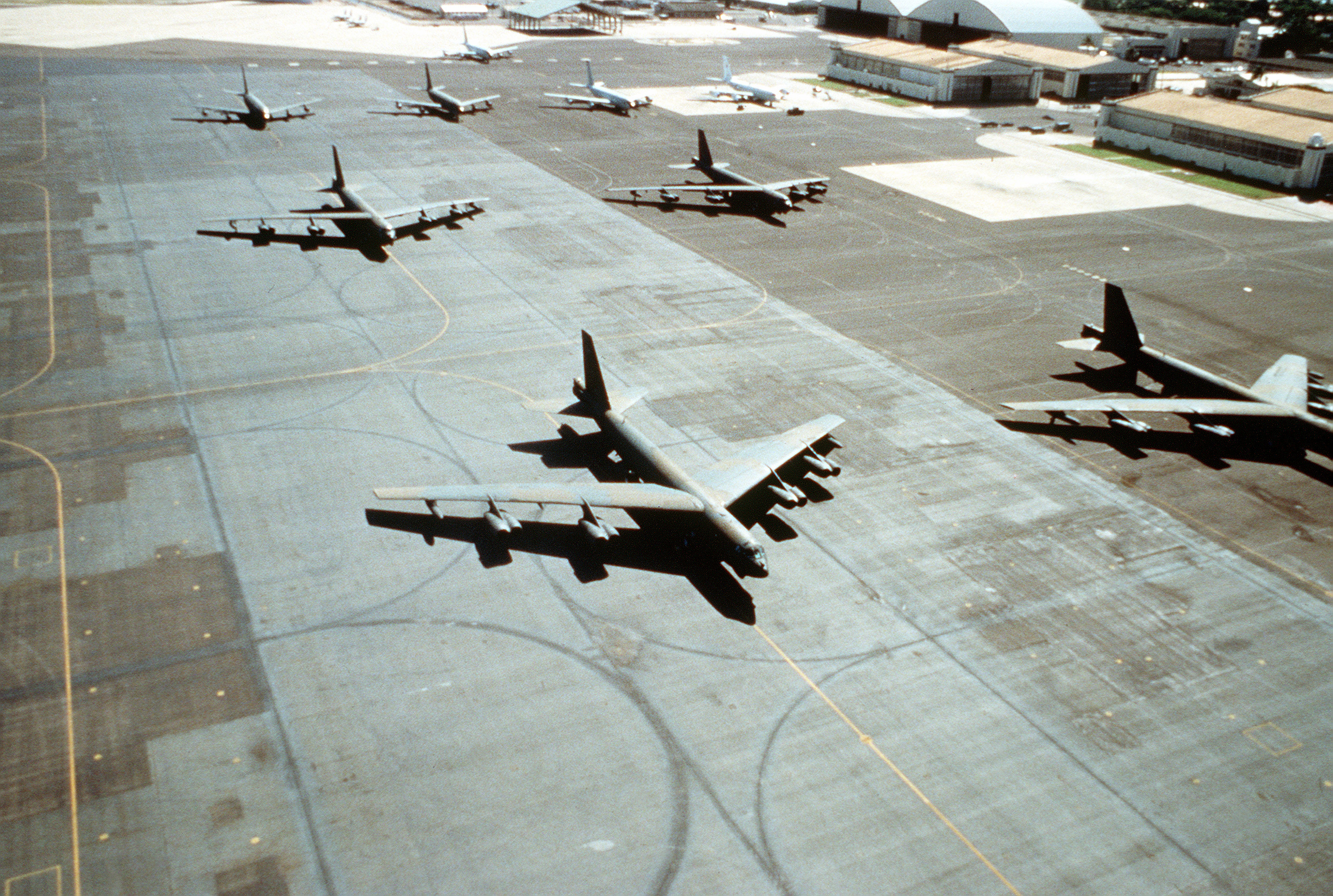

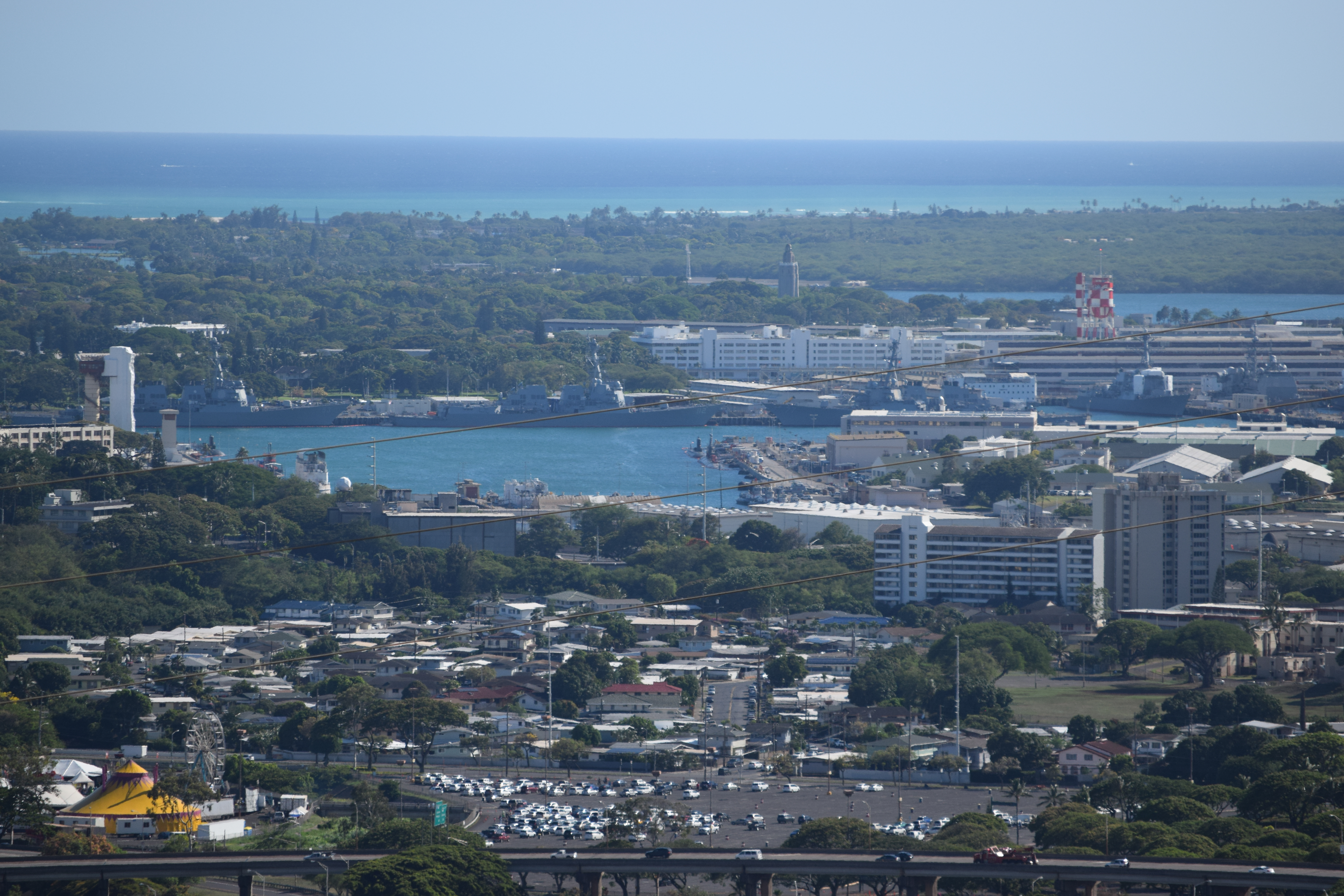

Joint Base Pearl Harbor-Hickam (IATA-code: HNL, ICAO-code: PHNL) is een gecombineerde militaire basis met vliegbasis van de United States Air Force en marinebasis van de United States Navy op het Amerikaans eiland Oahu van de Amerikaanse staat en eilandengroep Hawaï.
Het is een samensmelting van de Hickam Air Force Base van de Amerikaanse luchtmacht en de marinebasis Pearl Harbor van de Amerikaanse marine, die in 2010 werden samengevoegd. De Joint Base Pearl Harbor-Hickam is een van de 12 Joint Bases die de Base Realignment and Closure Commission van de Amerikaanse strijdkrachten in 2005 hadden voorzien. De hoofdoperator van de joint base is hier de US Navy, meer specifiek de Navy Region Hawaii.
De Hickam Air Force Base deelt vier landingsbanen en twee waterbanen met de Honolulu International Airport, officieel de Daniel K. Inouye International Airport, en heeft dus ook dezelfde IATA- en ICAO-codes.

## Marine Station Pearl Harbor
De marinebasis werd opgericht in 1899. Pearl Harbor ligt op 13 km van Honolulu. Naval Station Pearl Harbor biedt aanleg- en kustondersteuning aan oppervlakteschepen en onderzeeërs, evenals onderhoud en training. Pearl Harbor is geschikt voor de grootste schepen in de vloot, inclusief droogdokdiensten, en is nu de thuisbasis van meer dan 160 commando's. Huisvesting, personeel en gezinsondersteuning worden ook geboden en vormen een integraal onderdeel van de activiteiten aan de wal, die zowel permanent als tijdelijk personeel omvatten.
Omdat Pearl Harbor de enige faciliteit voor tussentijds onderhoud is voor onderzeeërs in de Midden-Stille Oceaan, dient het als gastheer voor een groot aantal bezoekende onderzeeërs.
Het Naval Computer and Telecommunications Area Master Station Pacific, Wahiawa, Hawaii is 's werelds grootste communicatiestation. Het hoofdkwartier van dit kustcommando bevindt zich in het centrale deel van het eiland Oahu, ongeveer vijf kilometer ten noorden van Wahiawa.

## Hickam Air Force Base
Hickam Field werd aangelegd in 1938. Hickam Air Force Base werd genoemd ter ere van luchtvaartpionier luitenant-kolonel Horace Meek Hickam. Het valt onder de jurisdictie van Pacific Air Forces (PACAF), die zijn hoofdkantoor op de basis heeft.
Hickam AFB blijft het startpunt van strategische luchtmobiliteit en operationele missies ter ondersteuning van de Global War on Terrorism, evenals speciale luchtmissies ter ondersteuning van het commando United States Indo-Pacific Command (USINDOPACOM) van de Amerikaanse strijdkrachten en het commando Pacific Air Forces (PACAF) van de United States Air Force.